# Alka (zwyczajna)
Alka (zwyczajna), alka krzywonosa (Alca torda) – gatunek średniej wielkości ptaka morskiego z rodziny alk (Alcidae) i jednocześnie jej największy żyjący członek. Jedyny przedstawiciel rodzaju Alca. Wędrowny. Nie jest zagrożony.

## Występowanie
Alka gnieździ się na wybrzeżach i wyspach północno-wschodniej Ameryki Północnej, Grenlandii, Islandii, Wielkiej Brytanii, Irlandii, Danii, Norwegii, Szwecji, Finlandii, północno-zachodniej Rosji i Francji.
Osobniki z tego gatunku regularnie pojawiają się na polskim wybrzeżu w przedziale od października do końca marca. Populację zimującą w kraju w latach 2013–2018 oceniano na 500–1600 osobników.

### Środowisko
Jako typowy ptak morski, alka wychodzi na ląd (wyspy lub skaliste wybrzeża morskie) jedynie podczas okresu lęgowego. W jego czasie przebywa m.in. w basenach pływowych, wśród wodorostów i glonów morskich. W pozostałej części roku przebywa na morzu.

## Podgatunki
Wyróżnia się dwa podgatunki A. torda:
- A. t. torda Linnaeus, 1758 – północno-wschodnia Ameryka Północna, Grenlandia do północnej Skandynawii i Morza Białego, północne wybrzeża Bałtyku;
- A. t. islandica C.L. Brehm, 1831 – Islandia, Wyspy Owcze, Wyspy Brytyjskie do północno-zachodniej Francji.

Proponowany podgatunek A. t. britannica uznany za synonim A. t. islandica.

## Charakterystyka

### Cechy gatunku
Brak wyraźnego dymorfizmu płciowego. W upierzeniu godowym głowa, szyja oraz wierzch ciała czarne, spód ciała biały. Cienka biała przepaska na skrzydle i cienka biała linia łącząca oko z nasadą dzioba. Nogi i dziób czarne. Ogon długi, ząbkowany i spiczasty. Dziób silnie bocznie spłaszczony z fałdami po bokach i białą pręgą. W szacie spoczynkowej gardło i boki głowy bieleją. Brakuje białej linii ciągnącej się między okiem a dziobem. U młodych dziób jest mniejszy, gładki, spiczasty i nie ma na nim rysunku. W locie widoczna jest mocna i krótka szyja oraz wachlarzowaty ogon. W powietrzu palce nóg są przykryte. Gdy alka siada na ziemi, jest pionowo wyprostowana, swój ciężar opiera na całych skokach nóg.
Długość życia: Na wolności alka może żyć do 29 lat.

### Wymiary przybliżone[9]
- Długość całego ciała: 43–47 cm
- Rozpiętość skrzydeł: 62–70 cm
- Skrzydło złożone: 18,6–21 cm
- Ogon: 8 cm
- Masa ciała: 545–920 g, podawane również 505–730 g dla samicy i 530–720 g dla samca[13]

### Głos
Osobniki dorosłe wydają z siebie dźwięki opisywane jako niskie arr, orrr, au, natomiast wołanie piskląt to bili bili bili.

## Okres lęgowy

### Gniazdo
W przeciwieństwie do większości ptaków, alka składa jaja w szczelinie lub bezpośrednio na półce skalnej, nie przygotowując wcześniej gniazda. Czasami zdarza się, że tworzy prowizoryczne miejsce na jaja ze znalezionych kamieni, ususzonych odchodów, porostów lub fragmentów roślin. Gnieździ się pojedynczo lub w koloniach, często w towarzystwie mew i nurzyków.

### Jaja

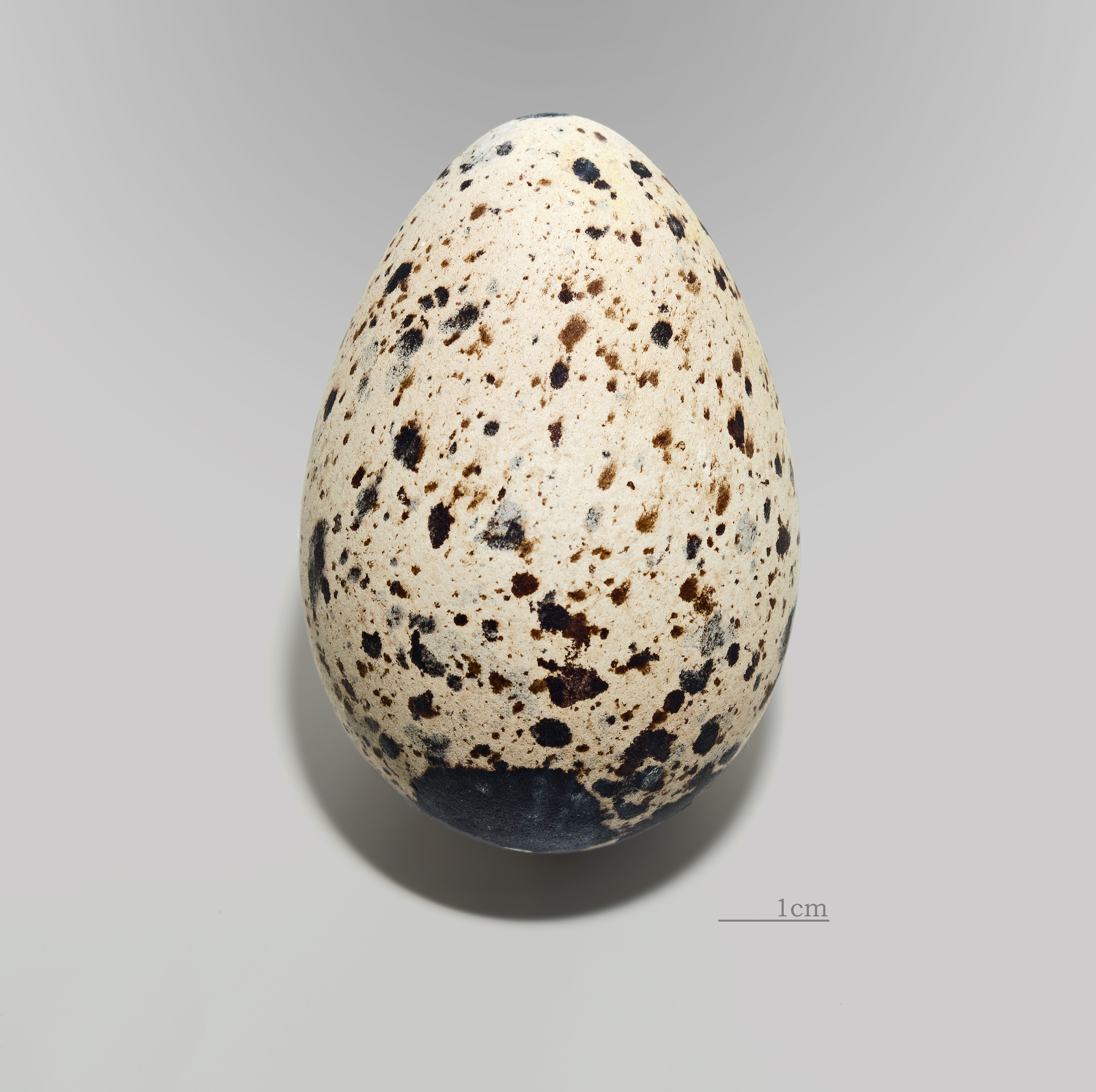
Jajo z kolekcji muzealnej

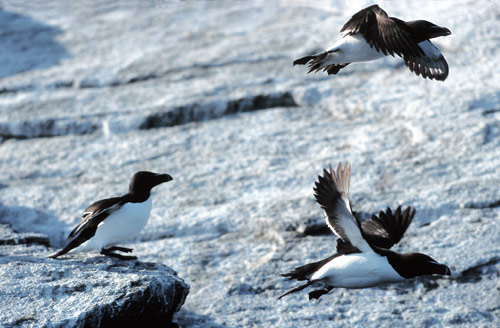
Alki wzbijające się do lotu, Norwegia

Para może kopulować ok. 80 razy na 30 dni przed złożeniem jaja, ponadto samica może opuszczać partnera i poszukiwać innych samców. W ciągu roku wyprowadzany jest jeden lęg, składając między majem a czerwcem jedno jajo o matowej skorupie i zróżnicowanych barwach – może mieć kolor biały, przechodzący w brunatny lub zielonkawy, a także być pokryte szarymi plamami głębionymi i brązowymi plamami powierzchniowymi.

### Wysiadywanie i dorastanie
Jajo wysiadywane jest przez okres 26–35 dni przez oboje rodziców, a proces wykluwania się trwa 2–3 dni. Masa osobnika po wykluciu jest zależna od wielkości jaja i zazwyczaj oscyluje w okolicach 60 g; rodzice przynoszą młodemu posiłek składający się zazwyczaj z jednej do sześciu ryb, jednak ich liczba może dochodzić nawet do dwudziestu sztuk. Pisklęta po 18–23 dniach zeskakują na powierzchnię wody ze skały, nie będąc jeszcze całkowicie opierzone i posiadając nierozwinięte do końca skrzydła. Ich masa wynosi wówczas 140–180 g. Młode są w stanie samodzielnie poszukiwać pożywienia oraz nurkować.

## Pożywienie

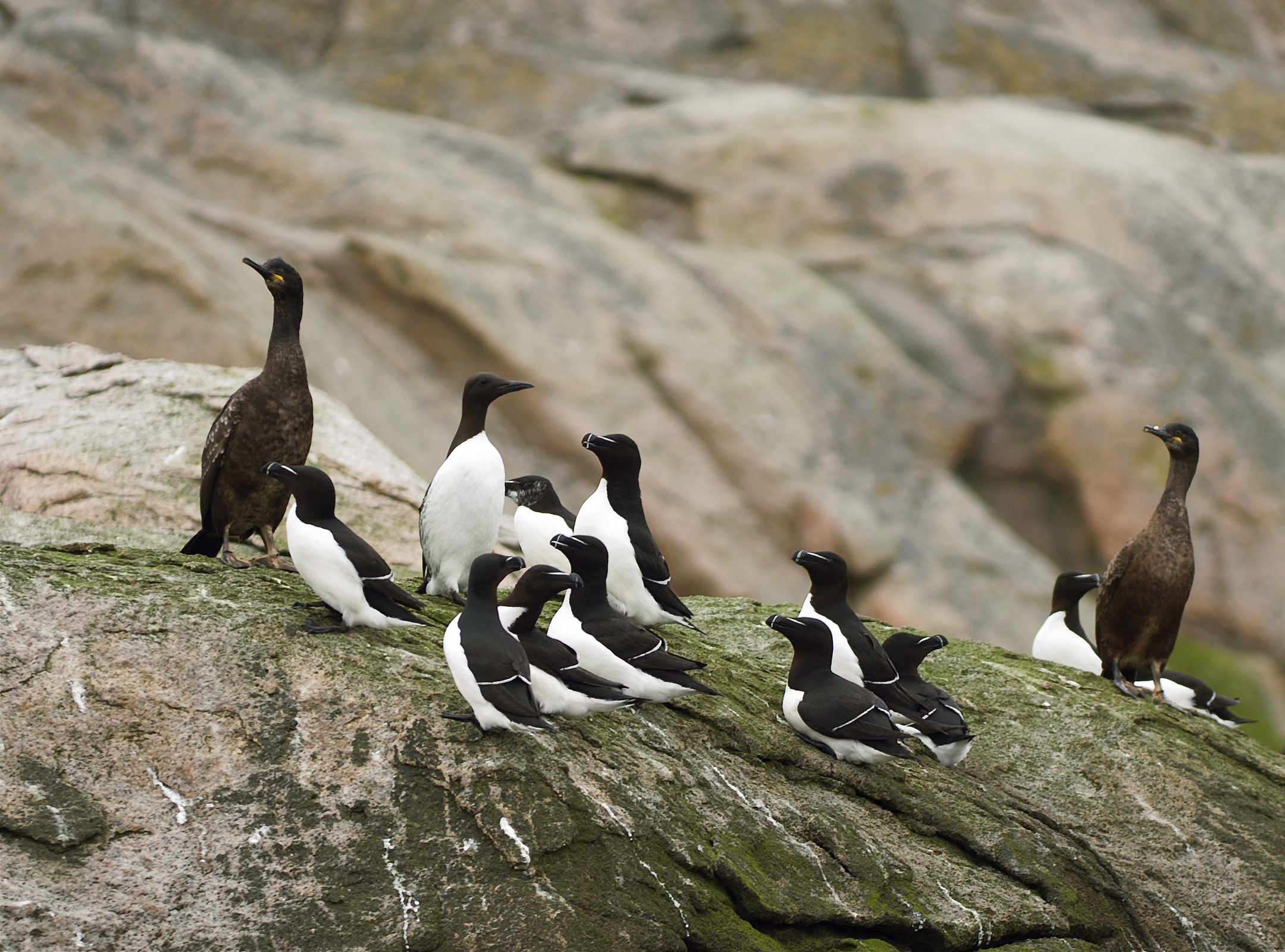
Alka w kolonii z nurzykiem podbielałym i kormoranem czubatym, Norwegia

Gatunek mięsożerny. W skład diety alki wchodzą m.in. gromadniki, ryby z rodziny dobijakowatych, śledzie, szproty i młode dorsze, jednak spożywane pokarmy różnią się w zależności od miejsca występowania danej populacji alk. Nurkują po nie za pomocą skrzydeł nawet na duże głębokości, co wygląda jak „lot” pod wodą. Jego szybkość wynosi ok. 1,5 m/s. Żerowanie odbywa się na płytkich wodach szelfowych, gdzie o pokarm konkurują z nurzykami podbielałymi.

## Status i ochrona
Od roku 2021 w Czerwonej księdze gatunków zagrożonych IUCN alka klasyfikowana jest jako gatunek najmniejszej troski (LC), ze względu na szeroki zasięg występowania oraz na dużą liczebność populacji. Wcześniej, od 2015 roku uznawano ją za gatunek bliski zagrożenia (NT), a od 1988 roku – za gatunek najmniejszej troski. Liczebność światowej populacji szacowano w 2021 roku na 838 000 – 1 660 000 dorosłych osobników, a jej trend uznawano za wzrostowy.
W Polsce gatunek jest objęty ścisłą ochroną gatunkową.